# ECEF

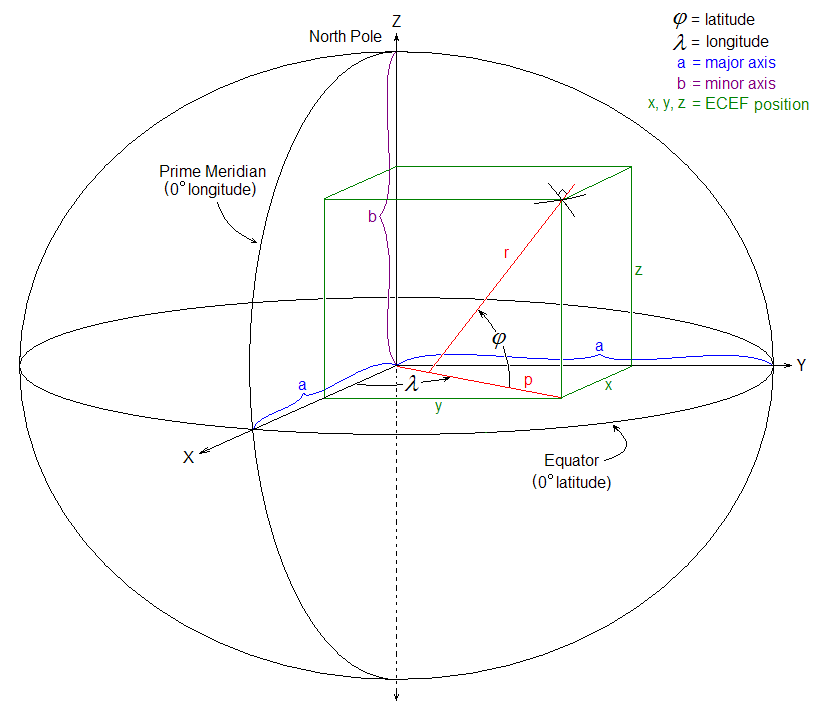
ECEF a vyjádření polohy vůči osám (X, Y, Z – zeleně). λ a φ je zeměpisná délka a šířka

ECEF (zkratka anglického Earth-Centered, Earth-Fixed), případně také ECR (Earth Centered Rotational) je kartézský souřadnicový systém, sloužící k vyjádření polohy těles vůči Zemi. Střed této souřadnicové soustavy leží v hmotnostním těžišti Země. Zemský povrch se vůči ní prakticky nepohybuje, proto se používá v geodetických a navigačních aplikacích. Umožňuje popis polohy v prostoru bez nutnosti definovat konkrétní referenční elipsoid. Toho využívají družicové navigační systémy ve svých výpočtech.
Souřadnicová soustava ECEF rotuje spolu se Zemí. Není proto inerciální. Pokud je třeba inerciální geocentrická soustava (ve skutečnosti ne zcela), používá se například soustava ECI (Earth-centered inertial), která zachovává směr os vůči obloze.

## Popis soustavy
Soustava je definována svým počátkem a směry os.
- Počátek je v těžišti Země.
- Osa Z míří na sever. Nemusí se přesně shodovat s aktuálním směrem rotační osy Země, protože ten se vůči povrchu pomalu mění.
- Osa X prochází Základním poledníkem.
- Osa Y je kolmá na obě předchozí a míří na východní polokouli